# Génodermatose
Une génodermatose est un groupe de pathologies qui rassemble les maladies de peau héréditaires. Parmi ces maladies figurent le syndrome de Klinefelter, le syndrome d'Ehlers-Danlos ou encore la kératose folliculaire.